# Culicoides achrayi
Culicoides achrayi is een muggensoort uit de familie van de knutten (Ceratopogonidae). De wetenschappelijke naam van de soort is voor het eerst geldig gepubliceerd in 1955 door Kettle & Lawson.